# مطار واتاي الدولي
مطار واتاي الدولي (إياتا:  VTE، إيكاو: VLVT) هو واحد من مطارات لاوس الدولية القليلة يقع علي بعد 3كم خارج العاصمة فيينتيان يتكون المطار من مبني دولي جديد ومبني محلي قديم وتستخدم القوات الجوية العسكرية مركزا في المطار ويعتبر مركزا رئيسي لطيران لاو.

## شركات الطيران والوجهات
| شركـات طيـران            | الوجهات |
| ------------------------ | --- |
| طيران آسيا               | مطار كوالالمبور الدولي (تستأنف في 1 أغسطس 2023) |
| Air Busan                | Busan |
| Cambodia Angkor Air      | Siem Reap ‏ |
| خطوط شرق الصين الجوية    | مطار كونمينغ جانغشوي الدولي |
| طيران الصين اكسبرس       | مطار تشونغتشينغ جيانغبى الدولي |
| خطوط جنوب الصين الجوية   | مطار قوانغتشو باييون الدولي |
| Jeju Air                 | مطار إنتشون الدولي |
| Jin Air                  | موسمي: مطار إنتشون الدولي |
| طيران لاوس               | مطار سوفارنابومي الدولي، مطار تشانغشا هوانغوا الدولي، مطار تشانغتشو بيننو، مطار دا نانغ الدولي, مطار قوانغتشو باييون الدولي، مطار هانغتشو شياوشان الدولي، مطار نوي باي الدولي، مطار تان سون نهات الدولي، مطار كونمينغ جانغشوي الدولي، Luang Namtha ‏، مطار لوانغ برابانغ الدولي، Oudomxay، مطار باكسي الدولي، Savannakhet، مطار إنتشون الدولي، مطار شانغهاي بودنغ الدولي، مطار ونزهو يونجقيانج الدولي، Xiangkhoang |
| Lao Skyway               | Luang Namtha ‏، مطار لوانغ برابانغ الدولي، Oudomxay، مطار باكسي الدولي، Phongsali، Xam Neua ‏، Xiangkhoang |
| خطوط لاكي الجوية         | مطار كونمينغ جانغشوي الدولي |
| سكوت للطيران             | مطار شانغي سنغافورة |
| خطوط سيتشوان الجوية      | مطار كونمينغ جانغشوي الدولي |
| طيران آسيا (تايلاند)     | مطار دون موينغ |
| Thai Smile               | مطار سوفارنابومي الدولي |
| T'way Air                | Busan, مطار إنتشون الدولي موسمي: Daegu |
| خطوط أورال الجوية        | Vladivostok |
| الخطوط الجوية الفيتنامية | مطار نوي باي الدولي، مطار تان سون نهات الدولي، مطار بنوم بنه الدولي |